# Алексеевка (Николаевский сельсовет)
Алексеевка — упразднённый в 1970-е годы посёлок в Благовещенском районе Алтайского края России. На момент упразднения входил в состав Николаевского сельсовета. 

## География
Посёлок находился в западной части Алтайского края, в степной зоне, южнее реки Кулунда, на расстоянии примерно 1,5 километров (по прямой) к северо-востоку от села Николаевка.

## История
Посёлок основан в 1911 году на переселенческом участке Чаячий немцами переселенцами из Причерноморья (на этом же участке были основаны ещё два немецких посёлка Николаевка и Татьяновка). Первыми поселенцами были семьи: Ремпель, Телизкий, Келлер, Редикоп, Гардер, Регер, Госсен.. К середине 1920-х годов немецкое население посёлка было замещено украинцами. В 1928 г. посёлок Алексеевка № 2 состоял из 32 хозяйств. В административном отношении входил в состав Николаевского сельсовета Благовещенского района Славгородского округа Сибирского края.
В 1930-е годы организован колхоз «Крестьянин». Позже посёлок являлся отделением колхозов «Заря Коммунизма» и «Николаевский».
Исключён из учётных данных в начале 1970-х годов.

## Население
В 1926 году в посёлке проживало 156 человек (71 мужчина и 85 женщин), основное население — украинцы

## Инфраструктура
Личное подсобное хозяйство с зоной сельскохозяйственного использования, индивидуальная застройка усадебного типа.
Основой экономики было сельское хозяйство.